# Bruno Hübner (Schauspieler)
Bruno Hübner (* 26. August 1899 in Langenbruck; † 22. Dezember 1983 in München) war ein deutscher Schauspieler und Regisseur, der insbesondere aus vielen Nebenrollen in Spielfilmen und Fernsehserien bekannt ist.

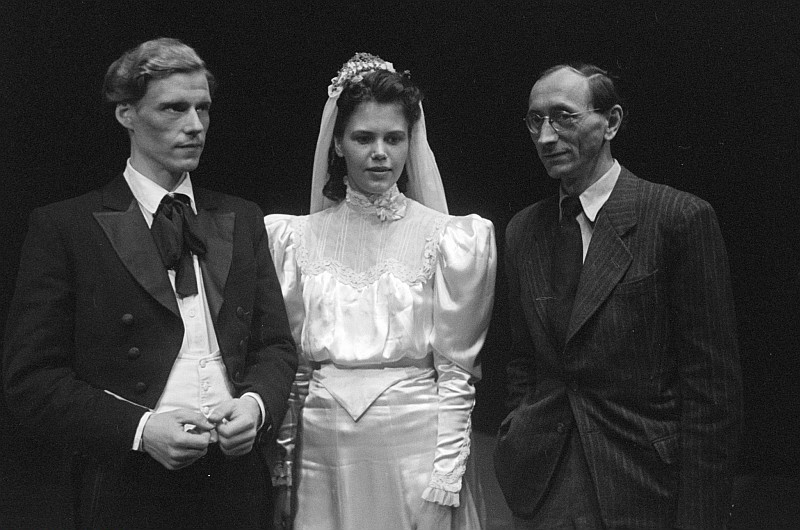
Bruno Hübner (rechts), Szenenfoto als Regisseur mit Max Eckard (links) und Ruth Schilling in Unsere kleine Stadt von Thornton Wilder am Deutschen Theater Berlin, 1945

## Leben
Bruno Hübner gab nach seiner Entlassung aus dem Kriegsdienst 1919 sein schauspielerisches Debüt an der „Neuen Wiener Bühne“ (Gründer und Intendant Dr. Emil Geyer), wo er bis 1922 blieb. 1922/23 hatte er einen Stückvertrag am Berliner Lessingtheater. Nach Engagements in Bonn (1926 Bad Godesberg: Das große Welttheater), Karlsruhe, Neuss, Koblenz und Düsseldorf (unter dem Generalintendanten Walter Bruno Iltz) kehrte er 1933 nach Berlin zurück und spielte nun an der Volksbühne. Von 1934 bis zum Kriegsende gehörte Bruno Hübner zum Ensemble des Berliner Deutschen Theaters (Intendant Heinz Hilpert) und gastierte zwischen 1938 und 1944 auch immer wieder im Wiener Theater in der Josefstadt. Hübner stand 1944 in der Gottbegnadeten-Liste des Reichsministeriums für Volksaufklärung und Propaganda.
Als 1944 Bomben auf das Dach des Deutschen Theaters fielen, rettete Hübner, der Brandwache hatte, unter Einsatz seines Lebens das Haus vor größerem Schaden.
Nach dem Krieg ging Hübner nach München, wo er einige Jahre die Münchner Kammerspiele mitprägte. Später wechselte er für einige Jahre an das Münchner Residenztheater und arbeitete anschließend hauptsächlich freiberuflich.
Hübner war durch sein Können, aber auch sein Aussehen (groß und klapperdürr – was ihm in Kollegenkreisen den Spitznamen „Zitterwurzer“ eintrug) ein wunderbarer Darsteller skurriler Rollen. Als Regisseur ist er vor allem von Stücken der österreichischen Dichter Johann Nestroy und Ferdinand Raimund bekannt. Auch beim Film spielte er vorwiegend kauzige, verschrobene Randfiguren wie den Nasenpfeifer in Ludwig auf Freiersfüßen.
Nebenbei arbeitete er auch als Kabarettist, z. B. 1947 für das Münchner Nachkriegskabarett Die Schaubude.
Bruno Hübner starb im Alter von 84 Jahren. Er wurde auf dem Waldfriedhof von Germering beigesetzt.

## Ehrungen
- 1971: Verdienstkreuz 1. Klasse der Bundesrepublik Deutschland
- 1981 erhielt er das Filmband in Gold für langjähriges und hervorragendes Wirken im deutschen Film.

## Filmografie
- 1930: Der Sohn der weißen Berge
- 1934: Punks kommt aus Amerika
- 1935: Das Mädchen Johanna
- 1936: Die letzten Vier von Santa Cruz
- 1936: Ein Hochzeitstraum
- 1936: Unter heißem Himmel
- 1937: Die ganz großen Torheiten
- 1937: Patrioten
- 1937: Der zerbrochene Krug
- 1937: Der Berg ruft
- 1938: Gastspiel im Paradies
- 1938: Der grüne Kaiser
- 1939: Silvesternacht am Alexanderplatz
- 1939: Die Hochzeitsreise
- 1939: Maria Ilona
- 1939: Das jüngste Gericht
- 1940: Der Fuchs von Glenarvon
- 1940: Falstaff in Wien
- 1940: Die Rothschilds
- 1940: Bismarck
- 1940: Falschmünzer
- 1941: Alarmstufe V
- 1941: Der Fall Rainer
- 1942: Fünftausend Mark Belohnung
- 1943: Ein glücklicher Mensch
- 1944: Tierarzt Dr. Vlimmen
- 1944: Nora
- 1944: Ich hab’ von dir geträumt
- 1944/49: Wie ein Dieb in der Nacht
- 1944/49: Freitag der 13.
- 1945: Wir seh’n uns wieder
- 1945/47: Der Millionär
- 1948: Der Herr vom andern Stern
- 1948: Das verlorene Gesicht
- 1950: Frauenarzt Dr. Prätorius
- 1951: Der Weibsteufel
- 1952: Ich heiße Niki
- 1952: Die große Versuchung
- 1953: Knall und Fall als Detektive
- 1953: Fanfaren der Ehe
- 1954: Ännchen von Tharau
- 1954: Das fliegende Klassenzimmer
- 1954: Ein Mädchen aus Paris
- 1954: Die verschwundene Miniatur
- 1956: Zärtliches Geheimnis
- 1956: Kirschen in Nachbars Garten
- 1957: Die Letzten werden die Ersten sein
- 1959: Der Schatz vom Toplitzsee Schüsse im Morgengrauen
- 1960: Mit Himbeergeist geht alles besser
- 1960: Auf Engel schießt man nicht
- 1961: Im schwarzen Rößl
- 1963: Liebe will gelernt sein
- 1965: Die fromme Helene
- 1969: Ludwig auf Freiersfüßen
- 1972: Mensch ärgere dich nicht
- 1972: Der letzte Werkelmann
- 1972: Hauptsache Ferien
- 1980: Lulu

## Fernsehen (Auszug)
- 1955 Sergeant Cuff kann den Mondstein nicht finden – nach einem Roman von Wilkie Collins innerhalb der Reihe “Die Galerie der großen Detektive”
- 1958 Glaube Liebe Hoffnung, Drama von Ödön von Horváth
- 1959 Der Kirschgarten, Komödie von Anton Pawlowitsch Tschechow
- 1959 Peripherie, Fernsehspiel, nach Frantisek Langer
- 1960 Das Kamel geht durch das Nadelöhr, nach Frantisek Langer, (als Peschta)
- 1962 Der Unschuldige, Drehbuchautor: Fritz Hochwälder, (als Petternigg)
- 1962 Sein Steckenpferd, ORF, Fernsehspiel nach Fredric Brown, Jörg Mauthe, (als Apotheker)
- 1964 Wölfe und Schafe, Drehbuchautor: Aleksandr Ostrovsky, (als Tschugunow)
- 1965 Die letzten Tage der Menschheit, Tragödie von Karl Kraus, (als Mesner)
- 1965 Der König stirbt, nach Eugène Ionesco
- 1965 Tatort, Fernsehspiel nach Hans Kasper
- 1965 Weiße Wyandotten, Fernsehspiel nach Konrad Hansen
- 1966 An einem ganz gewöhnlichen Tag, Drehbuchautor: Milo Dor
- 1967 Leuchtfeuer, nach Robert Ardrey (Thunder Rock), (als Josua Stuart)
- 1967 Heiraten ist immer ein Risiko, nach Saul O’Hara (Risky Marriage), (als Inspektor Campbell)
- 1968 Romeo und Julia auf dem Lande, nach Gottfried Keller, (als Bauer Marti)
- 1968 Der Kaufmann von Venedig, nach William Shakespeare, (als der alte Gobbo)
- 1969 Vanillikipferln, Drehbuchautorin: Lotte Ingrisch, (als Oberbaurat Schinagl)
- 1971 Birnbaum und Hollerstauden (Ausstrahlung am 25. Dezember 1971), (als der Tod)
- 1971/1972 Der Kommissar (2 Folgen Die andere Seite der Straße und Der Tennisplatz)
- 1974 Der Tod des Kleinbürgers, nach einer Erzählung von Franz Werfel
- 1975–1977 Sonderdezernat K1 (2 Folgen Der Regen bringt es an den Tag, Flucht)
- 1975/1978 Derrick (3 Folgen Hoffmanns Höllenfahrt, Ein unbegreiflicher Typ, Lissas Vater)
- 1977–1981 Polizeiinspektion 1 (3 Folgen Der Mord, Die große Sommerfreiheit, Der Vermißte)
- 1978–1981 Der Alte (3 Folgen Die Ratte, Alte Kameraden, Zeugenaussagen)
- 1979 Wie Rauch und Staub, nach Aquis submersus von Theodor Storm
- 1979 Sonne, Wein und harte Nüsse (Folge Die Sache mit der Madonna)
- 1981 Der Glockenkrieg, Drehbuchautor: Alois Johannes Lippl
- 1984 Tatort: Freiwild

## Hörspiele (Auswahl)
- 1952: Nikolai Gogol: Der Revisor (Postmeister) – Regie: Walter Ohm (Hörspiel – BR)
- 1953: Carl Zuckmayer: Ulla Winblad oder Musik und Leben des Carl Michael Bellmann (Vater Movitz) – Regie: Walter Ohm (Hörspiel – BR/RB/SWF)
- 1954: Leonhard Frank: Die Ursache (Geschworener) – Regie: Walter Ohm (Hörspiel – BR)
- 1968: Lance Sieveking: Das pupurne Juwel – Regie: Ferry Bauer (Hörspiel – ORF Oberösterreich)